# Pietro Casu
Pietro Casu (Berchidda, 13 aprile 1878 – Berchidda, 20 gennaio 1954) è stato un presbitero, scrittore e filologo italiano.

## Biografia
Settimo figlio di Salvatore e Maria Apeddu, piuttosto cagionevole di salute, venne mandato in seminario, dove si laureò in teologia e fu ordinato sacerdote nel 1900.
Insegnò lettere prima nel seminario vescovile di Ozieri (1901-1906) e poi in quello di Sassari dal 1919 al 1924.
Tra il 1910 e il 1929 pubblicò diversi romanzi ambientati in Sardegna, che lo fecero apprezzare anche fuori dall'isola, ma che gli procurarono critiche da parte delle gerarchie ecclesiastiche, fondate su un dovere di maggiore impegno nei suoi obblighi ministeriali, trascurati per l'attività letteraria.
Nel 1925, dopo una sua Confidenza d'autore, comparsa sul Nuraghe accanto ad una recensione positiva di un saggio sul protestantesimo, gli venne vietato da parte delle gerarchie ecclesiastiche di collaborare con riviste e giornali di orientamento non cattolico.
Notte sarda, pubblicato nel 1910, ebbe una recensione positiva di Grazia Deledda e venne stampato anche in tedesco. Papini ne pubblicò capitoli a puntate su "La Festa", di cui era direttore. Giuseppe Lipparini recensì positivamente il romanzo sul "Marzocco" e ne inserì un capitolo nell'antologia Primavera.
Pubblicò diversi articoli per quotidiani, tra i quali La Domenica del Corriere, La Nuova Sardegna e La Tribuna.

I componimenti più noti del poeta sono i nove canti di Natale (Cantones de Nadale), composti nel 1927 e musicati da Agostino Sanna. Queste canzoni sono parte integrante della tradizione natalizia della Sardegna, in particolare i brani Notte de chelu e Naschid’est in sa cabanna.

## Opere
- Spigolature storiche sulla Barbagia, Cagliari, Montorsi, 1904
- Aggiunta alle spigolature, Sassari, U. Satta, 1905
- Notte sarda. Vecchia storia di Gallura, Sassari, Dessì, 1910
- Ghermita al core, Roma, Buffetti, 1920
- Il voto, Roma, Buffetti, 1921
- Aurora sarda, Cagliari, Editrice Cattolica sarda, 1922
- …Per te Sardegna!, Cagliari, Editrice Cattolica Sarda, 1922
- La dura tappa, Alba, Società Editrice S. Paolo, 1923
- Tra i due crepuscoli, Torino, S. E. I., 1924
- Mal germe, Torino-Genova, Lattes, 1925
- Ghermita al core, Milano, Amatrix, 1926
- La voragine, Milano, Amatrix, 1926
- Cantones de Nadale, 1927
- Sa Divina Cumedia de Dante in limba salda, Ozieri, Editrice F. Niedda e figli, 1929
- Santa vendetta, Milano, Amatrix, 1929; poi Lux in tenebris, Milano, Amatrix, 1937; Cuore veggente, Milano, Opera Nazionale per il Mezzogiorno d'Italia, 1938
- Novelle I, Milano, Amatrix, 1935
- Vocabolario Sardo Logudorese-Italiano, a cura di Giulio Paulis, Nuoro, Ilisso, 2002
- Vocabolario sardo logudorese - italiano, su Istituto Superiore Etnografico della Sardegna.